# EC VSV
Der Eishockey-Club Villacher Sportverein (kurz EC VSV) ist eine österreichische Eishockeymannschaft aus Villach im Bundesland Kärnten, die in der ICE Hockey League spielt. Die Heimspiele werden in der Stadthalle Villach (zirka 4.500 Plätze) ausgetragen. Der VSV konnte bisher 6 Mal (1981, 1992, 1993, 1999, 2002, 2006) den österreichischen Meistertitel erringen. Die Vereinsfarben der Villacher sind blau-weiß, im Logo ist ein Adler zu sehen, dem die Villacher auch den Beinamen Die Adler verdanken.

## Geschichte

### Aufstieg in die Bundesliga und erste Erfolge
Mit dem Gewinn der Zweitligameisterschaft in der Saison 1976/77 nahm der EC VSV sein Recht zum Aufstieg in die höchste Spielklasse wahr und verblieb dort bis heute, womit der Verein heute nach dem EC KAC der zweitälteste Teilnehmer der Bundesliga ist. Zwar wurde die Mannschaft in ihrer Premierensaison unter Trainer Karol Havasi Letzter (weshalb dieser das Ende der Saison auch nicht erlebte und auf Drängen der Spieler knapp vorher durch Spielertrainer Ryan D’Arcy ersetzt wurde), aber einige der eigenen Nachwuchsspieler, allen voran Leo Sivec, zeigten bereits hier gute Leistungen. Die zweite Saison brachte den fünften Rang, wobei das Hauptproblem der vakante Trainerposten war, der zunächst von Adelbert St. John und gegen Saisonende vom verletzten Bart Crashley ausgefüllt worden war.

### Erstmals Meister
Nachdem auch im dritten Anlauf die Meisterrunde verpasst wurde, brachte die Saison 1980/81 endlich die ersten Erfolge. Dank des Nachwuchstrainings unter Hermann Knoll und einem verstärkten Einbau der jungen Spieler (mit Sivec war der älteste Einheimische zu diesem Zeitpunkt gerade 23 Jahre alt) kämpfte sich der EC VSV im Grunddurchgang bis auf den zweiten Rang vor und konnte schließlich die Meisterrunde knapp vor dem Wiener EV für sich entscheiden. Im Folgejahr verpasste jedoch Sivec aufgrund einer Verletzung den Großteil der Saison, und konditionelle Probleme taten ein Übriges. Sowohl Grunddurchgang als auch Meisterrunde wurden auf einem unbefriedigenden fünften Platz beendet.
Sivec blieb das Verletzungspech auch in der Saison 1982/83 treu. Dazu kam, dass Legionär Douglas Palazzari die Erwartungen nicht erfüllte und durch den Torhüter Marcel Sakáč ersetzt wurde, der die schwächelnde Abwehr stützen sollte. Außer dem konsequenten Einbau weiterer Jugendspieler brachte die Saison jedoch keine Erfolge. Dies machte sich vor allem im Folgejahr bezahlt, als sechs Spieler des EC VSV von Trainer Rudolf Killias in die österreichische Eishockeynationalmannschaft einberufen wurden. Das Problem des Teams blieb aber auch in den folgenden Jahren die mangelnde Konstanz, wobei es jedoch immer wieder herausragende einheimische Spieler gab. Erst in der Spielzeit 1991/92 gelang dem EC VSV der erneute Gewinn des Meistertitels, wobei in den Playoffs kein Spiel abgegeben wurde. Diese Leistung konnte die Mannschaft ein Jahr später wiederholen.

### Die neunziger Jahre
Im Verlauf des letzten Jahrzehnts des letzten Jahrhunderts konnte der EC VSV mit guten Platzierungen an die vergangenen Erfolge anschließen, aber der große Wurf gelang nicht. In einer Zeit, als die VEU Feldkirch das Geschehen im österreichischen Eishockey dominierte, schied der EC VSV auch einige Male gegen den Lokalrivalen EC KAC in den Playoffs aus. Erst in der Saison 1998/99 konnten die Villacher sich gegen Klagenfurt im Finale wieder durchsetzen und den vierten Meistertitel verbuchen.

### Nach der Jahrtausendwende
In der Millenniumssaison und im Jahr darauf wendete sich das Blatt jedoch wieder. Zweimal in Folge musste sich der EC VSV im Finale gegen den KAC geschlagen geben (1:4 bzw. 2:4 Siege). In der Saison 2001/02 trafen die beiden Teams bereits im Halbfinale aufeinander, wo sich diesmal der VSV durchsetzte und sich schließlich im Finale gegen den EHC Linz den fünften Meistertitel sicherte. Diese Saison markierte auch die Premiere des Torhüters Gert Prohaska im Dress des EC VSV. Prohaska hatte den EC KAC mangels Perspektiven verlassen und zählt seither zu den großen Stützen der Mannschaft.
Auch in der Saison 2002/03 gelangte die Mannschaft ins Finale, unterlag diesmal jedoch den Linzern und musste sich ein Jahr später abermals gegen den EC KAC erneut mit dem Vizemeistertitel zufriedengeben.
Die Saison 2004/05 startete recht durchwachsen, und recht schnell wurde klar, dass Trainer Blair McDonald als Nachfolger von Greg Holst keine glückliche Wahl gewesen war. Nach einer 8:11-Heimniederlage gegen den damaligen Liganeuling und Tabellenletzten EC Red Bull Salzburg wurde er vorzeitig aus seinem Vertrag entlassen und Holst zurückgeholt. Des Weiteren wurde die Gunst der Stunde genutzt und die Mannschaft nach dem Ausfall der NHL-Saison 2004/05 mit folgenden NHL-Spielern verstärkt: Ethan Moreau (Edmonton Oilers), Jason Krog (Mighty Ducks of Anaheim), Eric Weinrich (St. Louis Blues), Reinhard Divis (St. Louis Blues). Zwar stabilisierten sich die Leistungen und brachten nach langer Ungewissheit einen knapp errungenen Playoff-Platz ein (dank des besseren direkten Verhältnisses belegte der EC VSV trotz Punktegleichheit vor dem EC Graz 99ers den vierten Rang), aber im Halbfinale endete die Saison mit drei Niederlagen gegen den späteren Meister Vienna Capitals.

### Sechster Meistertitel und Derby-Rekordsieger

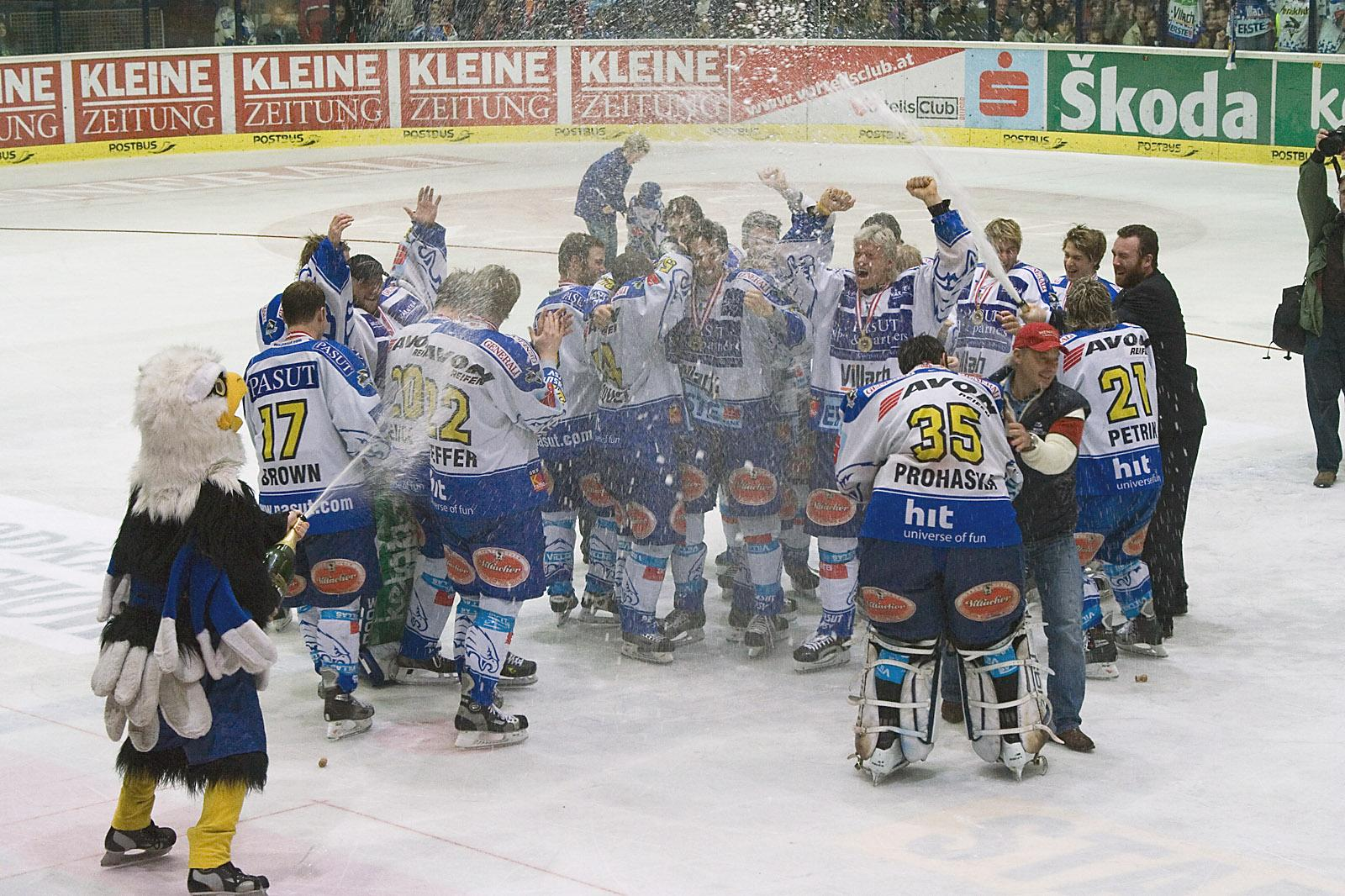
Die Spieler des EC VSV feiern den Meistertitel 2005/06.

Für die Saison 2005/06 wurden einige Schlüsselspieler ersetzt, Greg Holst verblieb im Traineramt. Nachdem der EC VSV zusammen mit den Red Bulls Salzburg den Grunddurchgang dominiert hatte, trafen die beiden Vereine erwartungsgemäß auch im Finale aufeinander. Hier erspielte sich der VSV mit 4:2 Siegen seinen sechsten und bisher letzten Meistertitel.
Herausragende Figur des EC VSV war in der Meistersaison 2005/06 vor allem Dany Bousquet, der mit 47 Toren bzw. 86 Punkten auch die Torschützen- und Punktelisten der Liga anführte. Den größten Erfolg dieser Saison stellte sicherlich der entscheidende Treffer im 6. Finalspiel gegen die Red Bulls Salzburg dar, mit dem er in der 78. Spielminute das Spiel und somit auch die Meisterschaft zugunsten des VSV entscheiden konnte. Torhüter Gert Prohaska belegte mit einer Fangquote von 92,85 % klar den ersten Platz in der Torhüterwertung.

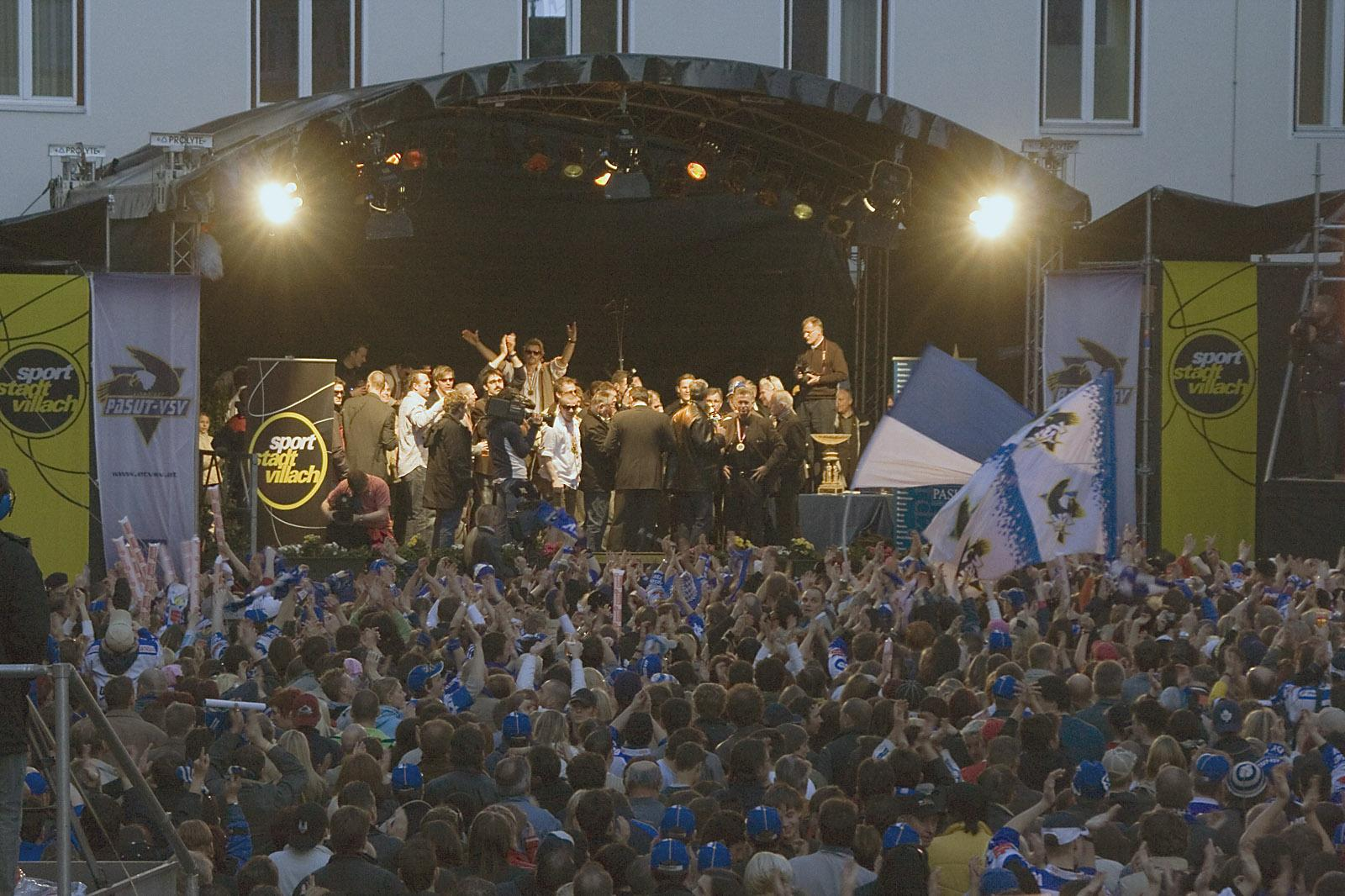
Meisterfeier nach der Saison 2005/06 am Villacher Rathausplatz.

Am 20. Februar 2007 endete die längste Siegesserie, die es jemals im Kärntner Eishockey-Derby gegeben hatte. Der EC VSV gewann zwischen dem 18. Februar 2005 und dem 21. Januar 2007 17 Spiele hintereinander. Damit gewann der EC KAC fast zwei Jahre nicht gegen den Eishockey Club Villach.
Am 15. März starteten die Play-off-Halbfinalspiele gegen den Drittplatzierten des Grunddurchgangs Black Wings Linz mit einem Heimspiel der Villacher. Der EC VSV gewann in die Serie (best of five) mit 3:0 (7:4, 4:3n.P., 4:3) und traf im Finale auf Red Bulls Salzburg. Die Serie (best of seven) ging mit 4:1 (0:2, 4:3 n. P., 3:6, 0:3, 2:4) an die Red Bulls aus Salzburg.

### 2007 bis 2015
Die Erste Bank Eishockeyliga Saison 2007/08 verlief für den Kärntner Traditionsverein mit gemischten Gefühlen. Als einziges Team der Ligavereinigung bestritt man den Saisonverlauf ohne Spieleraustausch und konnte zudem erfolgreich mehrere in Villach ausgebildete Nachwuchsspieler in den Mannschaftsstamm integrieren. Die sportlichen Erfolge beschränkten sich auf das Erreichen des Viertelfinales, wo man am 24. Februar unter großem Beifall von zirka 1000 mitgereisten Auswärtsfans die Saison 2007/08 mit einer 3:0-Auswärtsniederlage gegen den späteren österreichischen EBEL-Meisterschaftsgewinner EC Red Bull Salzburg beendete. Der langjährige Villacher Erfolgstrainer Greg Holst verlautbarte bereits vor dem letzten Play-off-Spiel seinen Abschied aus Villach. Seine Nachfolge trat Larry Huras an. Auch einige der Leistungsträger aus den vorangegangenen Saisonen wurden ersetzt, wobei jedoch die nicht einfache finanzielle Situation des Vereins keine wegweisenden Neuverpflichtungen erlaubte. Die Saison wurde mit dem Aus im Viertelfinale vorzeitig beendet.
Zur Saison 2009/10 übernahm Johan Strömwall das Traineramt. Abermals wurden einige Spieler getauscht, und dank eines guten Sommertrainings startete die Mannschaft auch mit fünf Siegen und führte zu Beginn der Meisterschaft auch die Tabelle an. Mit Fortgang des Grunddurchgangs fiel der EC VSV jedoch in das Mittelfeld zurück. Insbesondere die Transferkartenspieler ließen oft die notwendige Klasse vermissen, was jedoch über weite Strecken von den einheimischen Cracks kompensiert werden konnte. Der fünfte Rang nach dem Grunddurchgang stellte so einen beachtenswerten Erfolg dar, da der Mannschaft aufgrund des vergleichsweise geringen Budgets auch kaum Spielraum für personelle Verbesserungen blieb. Das Saisonende kam jedoch abermals im Viertelfinale, als der EC VSV mit 1:4 Siegen gegen den EHC Linz unterlag.
Ähnlich verlief die Spielzeit 2010/11, wo dem Club erneut ein guter Start in die Meisterschaft gelang. Gegen Ende des Grunddurchgangs erfolgte jedoch ein Leistungseinbruch, der schließlich im Februar 2011 in der Entlassung von Trainer Strömwall gipfelte. Sein ehemaliger Co-Trainer, der langjährige VSV-Spieler Michael Stewart übernahm das Amt und führte die Mannschaft nach einem glatten 4:1-Seriensieg gegen den EHC Linz im Viertelfinale bis ins Halbfinale, wo sie jedoch dem Lokalrivalen EC KAC unterlag. Die Playoffs brachten auch den letzten Auftritt von Gert Prohaska im Tor der Villacher, der nach einem vollen Jahrzehnt beim VSV sein Karriereende bekanntgab. Im Sommer 2011 verließen viele Stützen aus dem eigenen Nachwuchs wie Michael Raffl oder Andreas Kristler den Verein, was einen umfangreichen Umbau des Kaders nötig machte.
Der wichtigste Wechsel beim VSV 2012/13 erfolgte auf der Trainerposition, wo der Finne Hannu Järvenpää vom Ligakonkurrenten Olimpija Ljubljana verpflichtet wurde. Der VSV erreichte mit Derek Ryan und John Hughes als zweit- bzw. drittstärkstem Scorer der Liga sowie mit Jean-Philippe Lamoureux als einem der besten Torhüter der EBEL den vierten Rang der Hauptrunde, scheiterte aber im Play-off-Viertelfinale gegen EHC Linz.
Vor der Saison 2013/14 wurden unter anderem Michael Forney und Brock McBride unter Vertrag genommen. Auch diesmal schaffte der VSV den direkten Play-off-Einzug als sechstplatziertes Team der Hauptrunde, wobei sich Derek Ryan und John Hughes erneut als Topscorer der Liga etablieren konnten. Im Viertelfinale konnten die Vienna Capitals mit 4:1 besiegt werden, ehe die Villacher im Halbfinale gegen den späteren Ligasieger Bozen mit 1:3 unterlagen. Das Ende der Saison brachte einen umfangreichen Kaderumbau mit sich. So wurde John Hughes aufgrund von wiederholten disziplinären Fehltritten entlassen. Ebenso verließen weitere Spieler den Verein, so beispielsweise Scott Hotham, Derek Ryan und Markus Peintner. Als Ersatz für die Abgänge wurden unter anderem John Lammers, François Fortier und Geoff Waugh verpflichtet.
In der Saison 2014/15 erreichte der VSV den dritten Platz der Hauptrunde, wobei sich Jean-Philippe Lamoureux als fangstärkster Torwart der Liga auszeichnete. Im Viertelfinale konnte sich Favorit Salzburg nach fünf Spielen und 4:1 Siegen gegen den EC VSV durchsetzen, wenngleich zwei der Begegnungen erst in der Verlängerung entschieden wurden. Das vierte Spiel der Serie brach dabei den bis dahin geltenden Rekord für das längste Spiel der Liga-Geschichte; es wurde erst in der dritten Overtime bei der Zeitmarke von 111:39 Minuten durch ein Tor des nun für Salzburg spielenden John Hughes entschieden.

### 2015–2017
Nach sehr magerer Punkteausbeute zu Saisonbeginn 2015/16 und einer 1:4-Niederlage gegen Schlusslicht Ljubljana reagierte die Vereinsführung mit einem Trainerwechsel und holte im November 2015 nach sieben Jahren Greg Holst zurück. Unter Holst stabilisierte sich die Leistung der Villacher und es kam unter anderem zu neun Siegen in Folge zwischen 15. Dezember und 3. Jänner. Da in der Hauptrunde nur noch der siebente Platz erkämpft werden konnte, mussten die Villacher in die Qualifikationsrunde. Diese konnten sie mit acht Siegen und zwei Niederlagen souverän gewinnen. Im Viertelfinale trafen die Villacher auf die Vienna Capitals, wobei der VSV die Serie mit 4:1 gewann und drei Spiele erst in der Overtime entschieden wurden. Dustin Johner schoss den entscheidenden Treffer in der Overtime des fünften Spieles um den Einzug ins Halbfinale. Dort trafen die Villacher auf den amtierenden Meister Salzburg, letzterer gewann die Serie mit 4:2.
Vor der Saisonbeginn 2016/17 konnten zahlreiche der jungen Eigenbauspieler vertraglich gehalten werden, während Torhüter Jean-Philippe Lamoureux zu den Vienna Capitals wechselte und durch Olivier Roy ersetzt wurde. Topscorer Žiga Pance unterschrieb beim Erzrivalen KAC, Top-Torschütze Rick Schofield beim EHC Linz. Als Neuverpflichtungen wurden Sam Labrecque, Kevin Wehrs, Evan McGrath, Corey Locke und Jan Urbas bekanntgegeben. Mit August 2016 wurde zudem die für den Eishockey-Profibetrieb erforderliche GmbH gegründet, der ein kontrollierendes und beratendes Begleitorgan aus Freunden des Villacher Eishockey-Sports beigestellt wurde. Alleiniger Geschäftsführer der neuen „EC VSV GmbH“ ist seither Giuseppe Mion, General Manager Stefan Widitsch wird Prokurist. Als Verein bleibt der VSV bestehen, der Klub ist praktisch Eigentümer der GmbH; Mion fungiert weiterhin als Obmann, auch Kassier Reinhard Grüner wird sich nach wie vor um die Finanzen kümmern.
Ab November 2016 ersetzten Olivier Latendresse und Jérémie Blain die Abgänge Brock McBride und Mikko Jokela. Auch der bereits als Kommentator tätige Philipp Pinter wurde kurzzeitig für 14 Spiele unter Vertrag genommen, nachdem sich das Verletzungspech bei den Villachern ausgeweitet hatte und zeitweise bis zu acht Spieler des Kaders gleichzeitig fehlten. Die Hauptrunde beendeten die Villacher auf dem siebenten Tabellenplatz hinter dem EC KAC und mussten somit in die Qualifikationsrunde. Im Januar 2017 wurde René Swette als Ersatz für Olivier Roy verpflichtet, nachdem sich dieser im ersten Spiel der Qualifizierung im Leistenbereich verletzt hatte. Villach startete wie in der Vorsaison mit den vollen sechs Bonuspunkten in die Qualifikation, musste jedoch sechs Niederlagen aus den ersten acht Partien hinnehmen und verpasste dadurch die Play-offs, was zuletzt in der Saison 2011/12 vorkam.

### Neuaufbau und mehrfache Trainerwechsel (seit 2017)
Nach dem frühzeitigen Aus in der Vorsaison kündigte Giuseppe Mion „große Veränderungen“ an, so dass ein Großteil der ausländischen und auch einige einheimische Spieler kein neues Vertragsangebot erhielten, zudem beendete Kapitän Eric Hunter seine Karriere. Die beiden Topscorer der Saison 2016/17, Jan Urbas und Corey Locke, verließen den Verein aufgrund besserer Angebote der Konkurrenz.
Durch die Verpflichtung von David Kickert und der Vertragsverlängerung mit Lukas Herzog, startete der VSV mit einem rein österreichischen Torhütergespann in die Saison 2017/18. Im Angriff verstärkte sich der VSV mit Kyle Beach und Nikolas Petrik, Bruder des VSV-Stürmers Benjamin Petrik. Weitere Neuzugänge im Angriff waren Jordan Hickmott und Andrew Sarauer, welcher von Fehérvár wechselte. Am 3. Dezember 2017 wurde Cheftrainer Greg Holst nach der Niederlage gegen den HC Innsbruck aufgrund der schlechten Leistungen beurlaubt. Das Traineramt übernahm der Co-Trainer Markus Peintner.
Zur Saison 2018/19 wurde Gerhard Unterluggauer als Cheftrainer unter Vertrag genommen, Markus Peintner agierte wieder als Co-Trainer. Außerdem erhielt man mit der Villacher Firma Panaceo einen neuen Namenssponsor. Nach der erfolglosen Saison 2018/19 wurde ein Großteil des Kaders getauscht. Gerhard Unterluggauer und Markus Peintner wurden als Trainer entlassen, Jyrki Aho wurde als neuer Cheftrainer und als Co-Trainer Sakari Lindfors verpflichtet.
Nach einem guten Start in die Saison 2019/20 wurden die Leistungen der Mannschaft gegen Ende des Grunddurchgangs immer schlechter, weshalb der Vorstand Cheftrainer Jyrki Aho entließ. Sein Nachfolger wurde Rob Daum, mit dem das Team den ersten Platz der Qualifikationsrunde erreichte. Aufgrund der COVID-19-Pandemie in Österreich wurde die Saison nach drei ausgetragenen Play-off-Spieltagen beendet. Außerdem wurde der Sponsoringvertrag mit Panaceo nicht verlängert, im September 2020 übernahm GRAND Immobilien das Namenssponsoring des Klubs.
Für die Saison 2020/21 wurde Dan Ceman als Trainer engagiert. Nach einem eher schlechten Start in die Saison wurde im Dezember 2020 Ceman entlassen und erneut Rob Daum als Cheftrainer verpflichtet. Zwar konnte auch mit Daum nur noch der zehnte Platz im Grunddurchgang erzielt werden, durch einen dritten Platz in der Qualifikationsrunde erreichte der VSV jedoch die Playoffs. Dort traf dieser auf den Lokalrivalen EC KAC, gegen den der VSV mit 4:1 im Viertelfinale ausschied. Rob Daum blieb weiterhin als Cheftrainer im Amt. Die Saison 2021/22 war die erste Saison, in der Rob Daum durchgehend Cheftrainer des EC VSV war. Speziell durch eine gute zweite Saisonhälfte schloss der VSV den Grunddurchgang auf dem zweiten Platz ab und qualifizierte sich somit direkt für die Playoffs. Im Viertelfinale wurde HK Olimpija Ljubljana mit 4:3 besiegt, im Halbfinale unterlag der VSV Fehérvár AV19 mit 1:4.
Im September 2023 feierte der VSV sein 100-jähriges Bestehen mit einer Gala, wobei Peter Raffl als „Jahrhundert-Spieler“ ausgezeichnet und die Trikotnummern sechs ehemaliger VSV-Spieler gesperrt wurden.

## Spieler

### Kader der Saison 2023/24
Stand: 26. August 2024
| Nr. | Nat.               | Spieler                   | Pos. | Geburtsdatum      | im Team seit | Geburtsort                        |
| --- | ------------------ | ------------------------- | ---- | ----------------- | ------------ | --------------------------------- |
| 37  | Osterreich         | René Swette               | G    | 21. August 1988   | 2023         | Lustenau, Österreich              |
| 96  | Vereinigte Staaten | Patrick Holway            | D    | 1. Oktober 1996   | 2024         | Cohasset, Massachusetts, USA      |
| 95  |                    | Mark Katic                | D    | 9. Mai 1989       | 2023         | Porcupine, Ontario, Kanada        |
| 77  | Osterreich         | Philipp Lindner           | D    | 13. Juli 1995     | 2021         | Innsbruck, Österreich             |
| 2   | Kanada             | Dylan MacPherson          | D    | 27. April 1998    | 2023         | Redcliff, Alberta, Kanada         |
| 10  | Osterreich         | Thomas Vallant            | D    | 1. Dezember 1995  | 2024         | Wolfsberg, Österreich             |
| 46  | Kanada             | Alex Wall                 | D    | 1. November 1990  | 2023         | St. John's, Neufundland, Kanada   |
| 91  | Osterreich         | Niklas Wetzl              | D    | 17. August 2001   | 2022         | Steyr, Österreich                 |
| 74  | Vereinigte Staaten | Max Coatta                | RW   | 22. April 1994    | 2024         | Minnetonka, Minnesota, USA        |
| 21  | Osterreich         | Tim Geifes                | LW   | 29. März 2003     | 2022         | Wiener Neustadt, Österreich       |
| 16  |                    | Kevin Hancock             | LW   | 2. März 1998      | 2024         | Mississauga, Ontario, Kanada      |
| 72  |                    | John Hughes               | C    | 6. Januar 1988    | 2021         | Whitby, Ontario, Kanada           |
| 42  | Osterreich         | Benjamin Lanzinger        | RW   | 25. Januar 2000   | 2016         | Villach, Österreich               |
| 78  | Osterreich         | Felix Maxa                | C    | 14. November 1997 | 2017         | Wien, Österreich                  |
| 12  |                    | Chase Pearson             | C    | 23. August 1997   | 2024         | Cornwall, Ontario, Kanada         |
| 90  | Osterreich         | Alexander Rauchenwald – A | C    | 11. Mai 1993      | 2021         | Villach, Österreich               |
| 8   | Osterreich         | Maximilian Rebernig       | F    | 3. September 2000 | 2021         | Oberndorf an der Melk, Österreich |
| 81  | Osterreich         | Marco Richter             | LW   | 19. November 1995 | 2021         | Wien, Österreich                  |
| 22  | Russland           | Nikita Schtscherbak       | RW   | 30. Dezember 1995 | 2024         | Moskau, Russland                  |
| 14  | Osterreich         | Johannes Tschurnig        | F    | 21. März 2004     | 2020         | Villach, Österreich               |
| 26  | Niederlande        | Guus van Nes              | LW   | 14. Februar 1997  | 2024         | Dordrecht, Niederlande            |
| 40  | Osterreich         | Elias Wallenta            | F    | 4. Januar 1999    | 2022         | Hohenems, Österreich              |
|     | Osterreich         | Paolo Wieltschnig         | F    | 16. April 2003    | 2024         | Österreich                        |

### U20-Mannschaft
Die U20-Mannschaft (vereinsintern EC VSV U20) spielt seit 2003 in der österreichischen U20-Liga (seit 2012 EBYSL). Sie ist neunfacher Österreichischer U20-Meister (1981–1983, 1994–1995, 2007–2008, 2011–2012, 2017–2018), ihr Cheftrainer ist Hans Winkler.

### Meistermannschaften

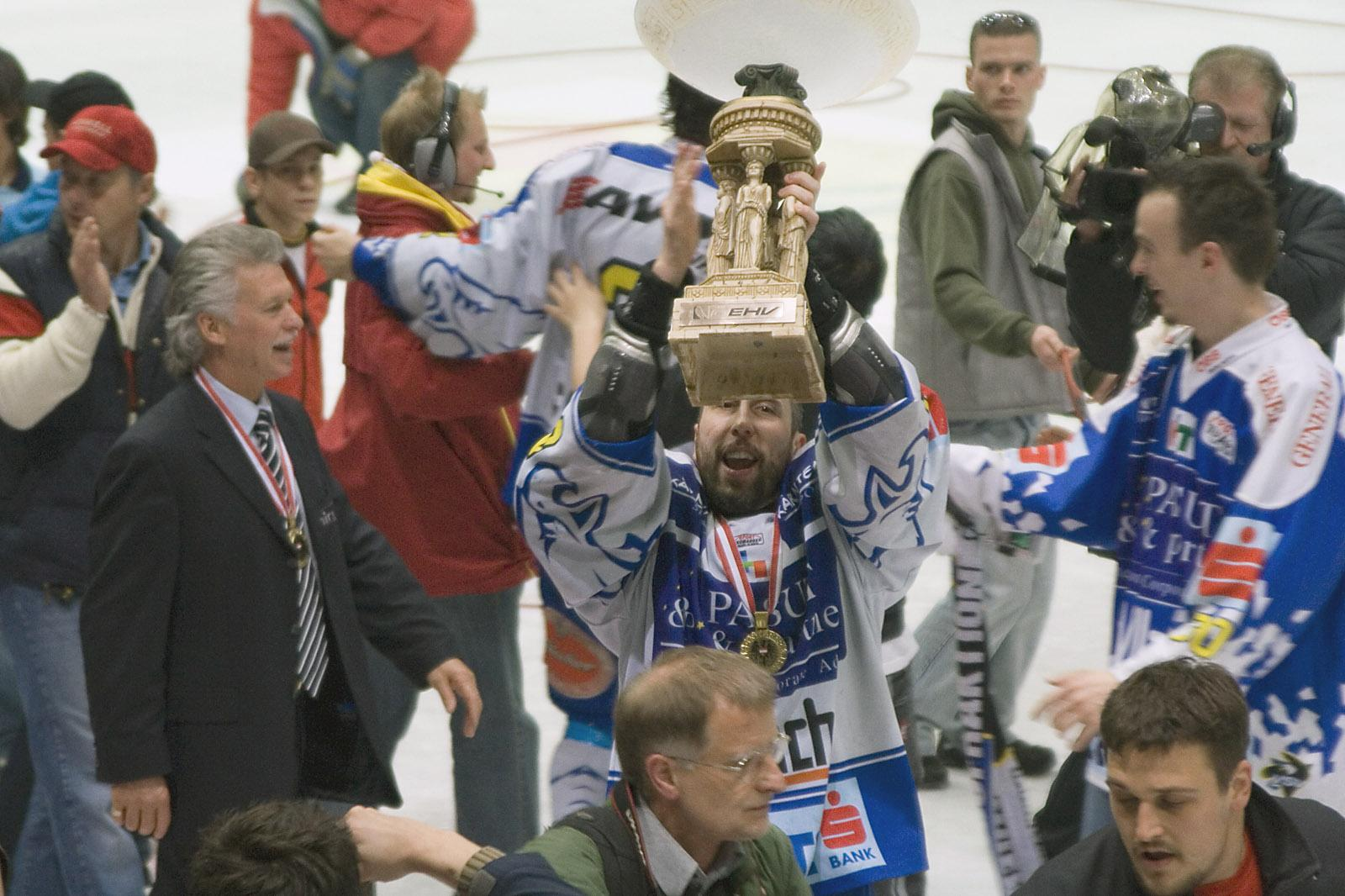
Dany Bousquet mit Meisterpokal und -medaille. Links daneben: Trainer Greg Holst

| Meisterteam der Saison 1980/81 | |
| Tor                            | Kurt Müller (GER), Arno Cuder, Gerhard Thomasser |
| Verteidiger                    | Jeff Geiger, Fritz Hirschegger, Engelbert Linder, Giuseppe Mion, Martin Platzer, Peter Szybisty, Klaus Sivec |
| Stürmer                        | Ewald Brandstätter, Christian Dolinar, Siegfried Kert, André Peloffy (FRA/CAN), Helmut Petrik, Mario Petschniker, Peter Raffl, Gerald Rauchenwald, Kruno Sekulic, Leo Sivec, Bud Stefanski (CAN), Ralf Sternig, Silvio Szybisty, Norbert Taschwer, Walter Wiedmaier |
| Trainer                        | Bart Crashley |

| Meisterteam der Saison 1991/92 | |
| Tor                            | Gus Morschauser (CAN), Gerhard Thomasser |
| Verteidiger                    | Jeff Geiger, Herbert Hohenberger, Engelbert Linder, Giuseppe Mion, Emanuel Viveiros, Günther Kilzer, |
| Stürmer                        | Christian Dolinar, Peter Floriantschitz, Kim Issel (CAN), Manfred Mühr, Günther Lanzinger, Wolfgang Kromp, Edward Lebler Peter Raffl, Helmut Petrik, Robert Wachter, Ken Strong, Alfie Turcotte (USA), Peter Rossbacher |
| Trainer                        | Bart Crashley |

| Meisterteam der Saison 1992/93 | |
| Tor                            | Gus Morschauser (CAN), Gerhard Thomasser |
| Verteidiger                    | Jeff Geiger, Herbert Hohenberger, Engelbert Linder, Giuseppe Mion, Emanuel Viveiros, Gerhard Unterluggauer, Günther Kilzer                                                                              |
| Stürmer                        | Peter Floriantschitz, Kim Issel (CAN), Manfred Mühr, Günther Lanzinger, Wolfgang Kromp, Helmut Petrik Peter Raffl, Gerald Rauchenwald, Gerald Ressmann, Ken Strong, Alfie Turcotte (USA), Andreas Köstl |
| Trainer                        | Ron Kennedy |

| Meisterteam der Saison 1998/99 | |
| Tor                            | Mike O’Neill (CAN), Gerhard Thomasser |
| Verteidiger                    | Gord Donnelly (CAN), Herbert Hohenberger, Engelbert Linder, Brad Schlegel (CAN), Tom Searle, Gerhard Unterluggauer, |
| Stürmer                        | Chris Baxter (CAN), Gino Cavallini (CAN), Roland Kowalczyk, Günther Lanzinger, Wolfgang Kromp, Eric Murano (CAN), Marty Murray (CAN), Marco Pewal, Martin Pewal, Ray Podloski, Andreas Pušnik, Jean-Yves Roy (CAN), Kent Salfi, Roland Schurian |
| Trainer                        | Ron Kennedy |

| Meisterteam der Saison 2001/02 | |
| Tor                            | Gert Prohaska, Markus Kerschbaumer |
| Verteidiger                    | Tom Searle, Mike Stewart, Mario Berger, Rene Wild, Robert Steinwender, Martin Oraže, Patrick Albl, Michael Mana, Stephan Hochenberger Herbert Hohenberger                                                                          |
| Stürmer                        | Andreas Pušnik, Wolfgang Kromp, Kent Salfi, Günther Lanzinger, Roland Kaspitz, Stefan Wiedmaier, Rod Hinks (CAN), Winfried Rac, Martin Pewal, Peter Floriantschitz, Nikolas Petrik, Sandro Winkler, Philipp Pinter, Martin Leitner |
| Trainer                        | Ron Kennedy |

| Meisterteam der Saison 2005/06 | |
| Tor                            | Gert Prohaska, Patrick Machreich |
| Verteidiger                    | Darrel Scoville (CAN), Mike Stewart, Paul Ullrich, David Slivnik, Alexander Neubauer, Martin Oraže, Mickey Elick (CAN), Thomas Pfeffer, Herbert Hohenberger |
| Stürmer                        | Thomas Raffl, Roland Kaspitz, Stefan Herzog, Daniel Nageler, Marc Brown (CAN), Nikolas Petrik, Günther Lanzinger, Daniel Gauthier (CAN), Wolfgang Kromp, Christoph Sivec, Stephané Roy (CAN, ersetzte Daniel Gauthier im Playoff), Markus Peintner, Markus Schlacher, Dany Bousquet (CAN), Andreas Judex |
| Trainer                        | Greg Holst |

### Gesperrte Trikotnummern
Im September 2023 wurden die Trikotnummern von sechs Spielern gesperrt.
- #3 Giuseppe Mion
- #4 Mike Stewart
- #5 Peter Raffl
- #24 Günther Lanzinger
- #27 Wolfgang Kromp
- #30 Herbert Hohenberger

### Bedeutende ehemalige Spieler
(Teamzugehörigkeit und Position in Klammern)
| - Rick Cunningham (1981–1984, Verteidigung) Rick Cunningham gilt in Villach heute als Prototyp des klassischen Offensiv-Verteidigers und brachte es in seiner Premierensaison auf 24 Tore in 38 Spielen. - Michael Grabner (2002–2004, Angriff) Michael Grabner begann mit 15 Jahren in der U20-Mannschaft des VSV und wurde schon mit 16 in der Kampfmannschaft eingesetzt. 2004 verließ er Österreich, um in Nordamerika Fuß zu fassen. Was ihm gelang – heute steht Grabner in der weltbesten Eishockeyliga NHL unter Vertrag. - Kim Issel (1991–1994, Angriff) Kim Issel wurde in drei Jahren in Villach mit seiner Mannschaft zwei Mal Meister und erzielte in knapp 150 Spielen insgesamt 120 Tore. Heute arbeitet er als Polizist in seiner Heimatstadt Regina. - Ethan Moreau (2004–2005, Angriff) Der NHL-Veteran kam während des Lockouts 2004/05 nach Villach und brachte es neben 20 Punkten in 19 Spielen auch auf 73 Strafminuten. | - Gus Morschauser (1991–1998, Torhüter) Der kanadische Goalie mit dem Spitznamen Speedy war einer der am längsten in Villach spielenden Legionäre und konnte sich bei einem Derby gegen den EC KAC im Jahr 1991 in die Torschützenliste eintragen. - Jason Krog (2004–2005, Angriff) Wie sein Kollege Ethan Moreau kam auch Jason Krog wegen des Lockouts nach Villach und avancierte dort zu einem der Topscorer der Liga. - Günther Lanzinger (1989–2010, Angriff) Lanzinger gehörte zum Ende seiner Karriere zu den langgedientesten und erfahrensten Spielern der österreichischen Liga. Er verbrachte seine gesamte Karriere beim EC VSV und konnte insgesamt fünf Meistertitel mit dem Club feiern, ehe er im Frühjahr 2010 seine aktive Karriere beendete. - Wolfgang Kromp (1989–2010, Angriff) Wolfgang Kromp verbrachte wie Günther Lanzinger seine gesamte Karriere beim EC VSV und beendete im Jahr 2010 gemeinsam mit diesem seine aktive Karriere. In über 900 Spielen erzielte der Stürmer beinahe 700 Scorerpunkte für seinen Club. | - Gert Prohaska (2001–2011, Torwart) Prohaska kam 2001 vom Lokalrivalen EC KAC nach Villach und blieb zehn Jahre lang der Stammtorwart des Clubs, ehe er 2011 seinen Rücktritt bekannt gab. Mit konstant guten Leistungen führte er den EC VSV zu zwei Meistertiteln und lief in dieser Zeit auch mehrmals für die Nationalmannschaft auf. - Mike Stewart (2001–2010, Verteidigung) Der gebürtige Kanadier, der auch die österreichische Staatsbürgerschaft erhielt, verbrachte insgesamt neun Spielzeiten beim EC VSV, ehe er im Jahr 2010 seine aktive Karriere beendete, und gehörte in dieser Zeit zu den Schlüsselspielern der Villacher Adler. In der Saison 2010/11 war er als Trainer bei den Villachern tätig. - Ken Strong (1987–1994, 1995–1996, Angriff) Ken Strong zählt noch heute zu den Villacher Publikumslieblingen und außerdem zu den erfolgreichsten Stürmern der österreichischen Eishockey-Liga. |

### Teilnahmen von Spielern am All-Star-Game
| Saison  | Spieler |
| ------- | --- |
| 2006/07 | Gert Prohaska, Mike Stewart, Roland Kaspitz, Markus Peintner, Mickey Elick, Darrel Scoville, Dany Bousquet |
| 2007/08 | Gert Prohaska, Martin Oraže, Roland Kaspitz, Markus Peintner                                               |
| 2008/09 | Gert Prohaska, Mickey Elick, Roland Kaspitz, Thomas Raffl                                                  |

### Spielerrekorde
Die Spielerrekorde beruhen auf den Statistiken seit der ersten Bundesligasaison 1977/78. Inkludiert sind sämtliche Vorrunden- und Playoffspiele.

#### Saison
| Tore  |                 |      |         |
| Platz | Spieler         | Tore | Saison  |
| 1.    | Dennis Houle    | 62   | 1982/83 |
| 2.    | Jackson Penney  | 60   | 1994/95 |
| 3.    | Ken Strong      | 52   | 1991/92 |
| 3.    | Richard Grenier | 52   | 1983/84 |
| 5.    | Dany Bousquet   | 47   | 2005/06 |
| 5.    | André Peloffy   | 47   | 1980/81 |
| 5.    | Mike Hobin      | 47   | 1978/79 |

#### Gesamt
| Tore  |                   |      |
| Platz | Spieler           | Tore |
| 1.    | Wolfgang Kromp    | 334  |
| 2.    | Peter Raffl       | 333  |
| 3.    | Ken Strong        | 299  |
| 4.    | Günther Lanzinger | 283  |
| 5.    | Leopold Sivec     | 251  |

## Trainer
| Zeit                   | Nation            | Trainer                         | Anmerkungen                                         |
| ---------------------- | ----------------- | ------------------------------- | --------------------------------------------------- |
| 1977/78                |                   | Karol Havasi                    |                                                     |
| 1978/79                | CAN-AUT           | Adelbert St. John               |                                                     |
| 1979/80                | Kanada Osterreich | Bart Crashley Gerhard Felfernig |                                                     |
| 1980/81–1981/82        | Kanada            | Bart Crashley                   | 1 Meistertitel                                      |
| 1982/83                | Osterreich        | Hermann Knoll                   |                                                     |
| 1983/84                | Kanada Osterreich | Rick Cunningham Hermann Knoll   |                                                     |
| 1984/85                | Tschechoslowakei  | Rudolf Sindelar                 |                                                     |
| 1985/86                | Osterreich        | Hermann Knoll                   |                                                     |
| 1986/87                | Kanada            | Richard Grenier                 |                                                     |
| 1987/88–1991/92        | Kanada            | Bart Crashley                   | 1 Meistertitel                                      |
| 1992/93–1993/94        | Kanada            | Ron Kennedy                     | 1 Meistertitel                                      |
| 1994/95–1996/97        | Kanada            | Ron Ivany                       |                                                     |
| 1997/98                | Kanada            | Bud Stefanski                   |                                                     |
| 1998/99–2001/02        | Kanada            | Ron Kennedy                     | 2 Meistertitel, 2 × Vizemeister                     |
| 2002/03–2003/04        | Kanada            | Greg Holst                      | 2 × Vizemeister                                     |
| 2004                   | Kanada            | Blair MacDonald                 | vorzeitige Entlassung                               |
| 2005–2007/08           | Kanada            | Greg Holst                      | 1 Meistertitel, 1 × Vizemeister                     |
| 2008/09                | Kanada            | Larry Huras                     | 1 × Viertelfinal-Out                                |
| 2009–Februar 2011      | Schweden          | Johan Strömwall                 | 1 × Viertelfinal-Out                                |
| Februar 2011–2012      | CAN-AUT           | Michael Stewart                 |                                                     |
| April 2012 – Nov. 2015 | Finnland          | Hannu Järvenpää                 |                                                     |
| Nov. 2015 – Dez. 2017  | Kanada            | Greg Holst                      |                                                     |
| Dez. 2017              | Osterreich        | Markus Peintner                 | Interimtrainer                                      |
| 2019–Feb. 2020         | Finnland          | Jyrki Aho                       |                                                     |
| Feb.–Mär. 2020         | Kanada            | Rob Daum                        | nach Trennung von Aho, Trainer für restliche Saison |
| Jun.–Dez. 2020         | Kanada            | Dan Ceman                       | Entlassung im Dez. 2020                             |
| Dez. 2020–Nov. 2023    | Kanada            | Rob Daum                        |                                                     |
| Nov. 2023–2024         | Slowenien         | Marcel Rodman                   |                                                     |
| seit 2024              | USA-GER           | Tray Tuomie                     |                                                     |

## Sonstiges

### Fankultur
Der EC VSV besitzt mit den Fanclubs Blue Devils und Absolut Villach sowie „Blau-Weiß Villach“ drei eingetragene Fanclubs. Es existieren daneben jedoch auch noch mehrere inoffizielle Gruppierungen außerhalb Villachs wie beispielsweise die Donauadler in der Bundeshauptstadt Wien.

### Nachwuchsarbeit
Der EC VSV ist innerhalb Österreichs bekannt für eine traditionell gute Ausbildung von Jugendspielern. Die diversen Jugendmannschaften konnten in ihrer Geschichte bereits mehrere Meistertitel in den Ligen ihrer jeweiligen Altersklasse erringen. Die U-20 erzielte ihren letzten Titel im Jahr 2008 mit einer erfolgreichen Finalserie gegen den Lokalrivalen EC KAC. Viele Spieler aus der Villacher Kaderschmiede sind mittlerweile bei anderen österreichischen Vereinen oder im Ausland unter Vertrag.
Mit Michael Grabner ist ein ehemaliger Nachwuchsspieler des EC VSV mittlerweile zum Profi in Nordamerika aufgestiegen und scorte zuvor drei Saisonen lang in der Western Hockey League. Außerdem wechselte Thomas Raffl zu Luleå HF in die schwedische Elitserien. Mittlerweile schaffte auch Michael Raffl den Sprung von Leksand (Schweden) in die NHL. Zurzeit ist er für die Philadelphia Flyers im Einsatz und hat einen Fixplatz in der Mannschaft.

### Das Kärntner Eishockey-Derby
- Hauptartikel Kärntner Eishockey-Derby

Eine jahrzehntelange Rivalität existiert zwischen den Fans des EC VSV und jenen des Klagenfurter Bundesligaclubs EC KAC seit ersterer im Jahr 1977 in die höchste Spielklasse aufgestiegen ist. Diese Derbies sind regelmäßig ausverkauft und stellen für Fans beider Lager besondere Höhepunkte der Saison dar. Es existiert auch eine von einem Eishockey-Fan betreute Homepage, die „Kärntner Derby-Site“, auf der die Daten sämtlicher zurückliegender Spiele gesammelt und in Form von Statistiken zugänglich gemacht sind. Diese Homepage ist gleichzeitig eines der detailliertesten Nachschlagewerke zur österreichischen Eishockey-Liga. Das letzte Aufeinandertreffen in den Playoffs zwischen den beiden Mannschaften erfolgte in der Saison 2003/04, wo sich der EC KAC im letzten Spiel erst nach Verlängerung den 28. Meistertitel holte.
Die Spiele beider Clubs werden seit Jahrzehnten regelmäßig vom Radiosender Radio Kärnten begleitet, wo im Rahmen des „Kärntner Eishockey-Magazins“ live von den Spielen berichtet wird. Rund um die Live-Einschaltungen werden Quiz-Spiele und Wahlen veranstaltet, in deren Rahmen von den Zuhörern der beste Spieler beider Teams aus der laufenden Saison gewählt wird.

## Spielstätte
Die Heimstätte des EC VSV ist die Stadthalle Villach, die 4.500 Zuschauern Platz bietet.

### Zuschauerschnitt
| Zuschauerstatistik |            |           |                     |
| Saison             | Heimspiele | Zuschauer | Zuschauer pro Spiel |
| Saison 2003/2004   | 27         | 79.450    | 2.943               |
| Saison 2004/2005   | 25         | 74.050    | 2.962               |
| Saison 2005/2006   | 31         | 113.508   | 3.662               |
| Saison 2006/2007   | 32         | 132.250   | 4.133               |
| Saison 2007/2008   | 25         | 100.490   | 4.019               |
| Saison 2008/2009   | 30         | 113.800   | 3.793               |
| Saison 2009/2010   | 29         | 108.700   | 3.748               |
| Saison 2010/2011   | 32         | 116.900   | 3.653               |
| Saison 2011/2012   | 24         | 82.128    | 3.422               |
| Saison 2012/2013   | 30         | 115.620   | 3.854               |
| Saison 2013/2014   | 31         | 113.615   | 3.665               |
| Saison 2014/2015   | 29         | 101.471   | 3.499               |